# INVSN
INVSN ist eine schwedische Rockband. Sie wurde 1998 unter dem Namen The Lost Patrol als Soloprojekt von Dennis Lyxzén, dem Sänger von Refused und The (International) Noise Conspiracy, gegründet. 2004 wurde das Projekt zu einer vollständigen Band mit dem Namen The Lost Patrol Band ausgebaut. Diese wurde 2008 in Invasionen umbenannt und trägt seit 2013 ihren heutigen Namen.

## Geschichte
Im Gegensatz zu Lyxzéns anderen Projekten – einer Hardcore-Band sowie einem '60s-beeinflussten Rockprojekt – schlug er mit The Lost Patrol eher ruhige Töne an; die teilweise an Elvis Costello erinnernden Songs des ersten Albums lassen sich am ehesten dem Folkspektrum zuordnen. 2004 wurde das Projekt zu einer vollständigen Band ausgebaut, was sich von da an auch im Namen niederschlug, der in The Lost Patrol Band geändert wurde. Das 2005 erschienene Album der Band wurde als Power-Pop bezeichnet. Auf Grund von rechtlichen Auseinandersetzungen mit einer amerikanischen Band ähnlichen Namens benannte sich die Gruppe im Frühjahr 2008 in Invasionen um.

## Diskografie

### Alben
- 1999: Songs in the Key of Resistance (Startracks Records)
- 2003: Songs About Running Away (Burning Heart Records / Epitaph Records)
- 2005: The Lost Patrol Band (Burning Heart Records / Epitaph)
- 2006: Automatic (Burning Heart Records / Epitaph)
- 2010: Hela världen brinner (Sony)
- 2011: Saker som jag sagt till natten (Sony)
- 2013: INVSN (Razor & Tie / Sony)
- 2017: The Beautiful Stories (Caroline Records)

### Singles und EPs
- 1999: The Lost Patrol
- 2003: Alright
- 2005: Golden Times
- 2006: Automatic Kids (Ny Våg Records)
- 2009: Invasionen (April 77 Records)
- 2010: Får aldrig tro (Sony)
- 2011: Sanningsenligt (Sony)
- 2011: Arvegods (Ny våg Records)
- 2013: Down in the Shadows / Ner I Mörkret (digital)